# Уєцьке
Ує́цьке (рос. Уецкое) — село у складі Талицького міського округу Свердловської області.
Населення — 19 осіб (2010, 35 у 2002).
Національний склад станом на 2002 рік: росіяни — 97 %.